# Crepljani
Crepljani es una población rural de la municipalidad de Hadžići, en Bosnia y Herzegovina.

## Demografía
Hasta 1991 la población era de 26 habitantes.